# Abdelhamid Temsamani Chebagouda
Abdelhamid Temsamani Chebagouda né le 26 mai 1944 au Maroc est un écrivain, spécialiste en islam et professeur à l'Académie européenne de la culture et des sciences islamiques de Bruxelles.

## Biographie
Représentant de la Ligue islamique mondiale (Chargé du Secrétariat de l’Enseignement Islamique en Belgique 1979- 1982 auprès du C.I.C.B), ex- professeur chargé de cours islam à la Faculté des Sciences religieuses comparées d’Anvers (Belgique) 1982. Il a enseigné dans plusieurs Instituts Supérieurs des sciences islamiques de Bruxelles, avant d’être nommé Président du Conseil scientifique de Dar al Qor’an de Bruxelles 2010-2016. Il est spécialiste des Sciences Islamiques : option principale Sciences du Hadîth et Sciences coraniques.
Membre du comité de plusieurs éditoriaux, il a écrit dans plusieurs revues spécialisées en matière de Sciences islamiques al Manâhil (Jeddah), Manâr al islam (Émirats arabes unis), Islam Verde (parution en Espagne): et dans les périodiques al ‘Alam (Rabat), al Watan (Rabat), al ithnayn (Rabat), Journal de Tanger et la Dépêche Marocaine de Tanger. Il est l’un des fondateurs de l’association socio- culturelle « Takafoul » de Bruxelles 2005. Il est professeur dans plusieurs Universités d’Europe.